# Łosnia
Łosnia (ros. Лосня) – wieś (ros. деревня, trb. dieriewnia) w zachodniej Rosji, na murygińskim osiedlu wiejskim w rejonie poczinkowskim (obwód smoleński).

## Geografia
Miejscowość położona jest 7 km od drogi federalnej R120 (Orzeł – Briańsk – Smoleńsk – Witebsk), 12 km od centrum administracyjnego osiedla wiejskiego (Murygino), 22,5 km od centrum administracyjnego rejonu (Poczinok), 27,5 km od stolicy obwodu (Smoleńsk).

## Demografia
W 2010 r. miejscowość liczyła sobie 784 mieszkańców.